# Paléopolyploïdie

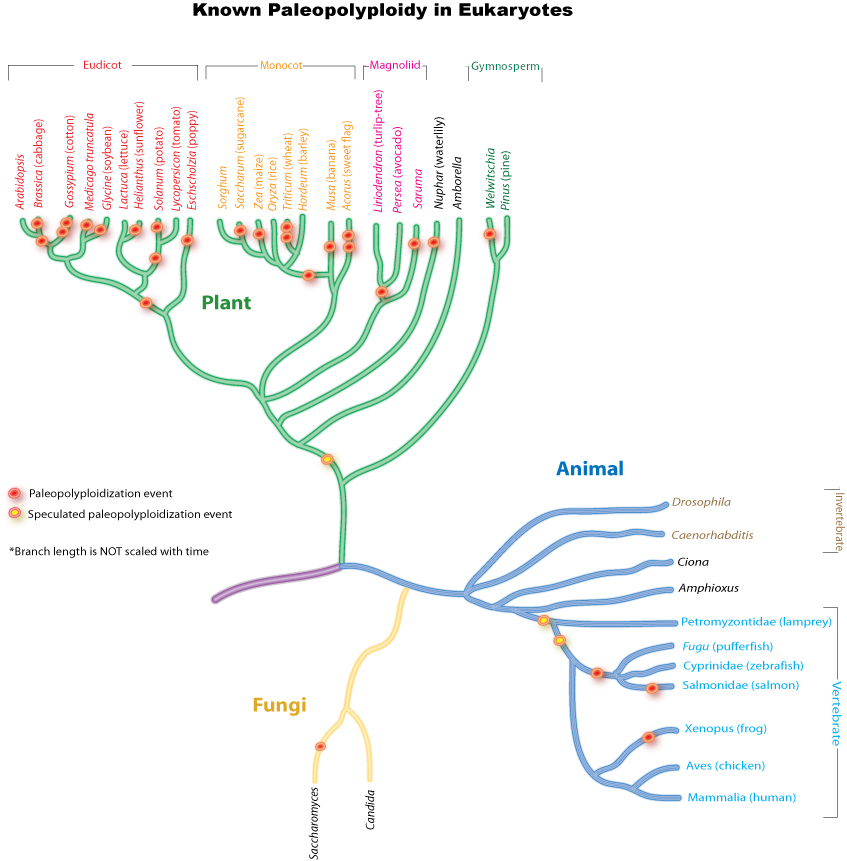
Paléopolyploïdie chez les eucaryotes, d'après Wolfe (2001), Adams & Wendel (2005), Cui (2006).

La paléopolyploïdie fait référence à une polyploïdie ancestrale survenue il y a plusieurs millions d'années à la suite d'une duplication complète du génome par autopolyploïdie ou bien allopolyploïdie. Cette duplication du génome donne un organisme avec 4n lots de chromosomes ou plus. Cet état est transitoire car en raison de la redondance fonctionnelle des gènes, les gènes (ohnologues) sont rapidement éteints ou massivement éliminés par le phénomène de fractionnement des génomes. La plupart des génomes paléoploïdes au cours de l'évolution ont perdu cette polyploïdie apparente par la perte des gènes redondants. Ce processus s'appelle la diploïdisation. De plus, les gènes ohnologues divergent en accumulant des mutations qui aboutissent à une subfonctionnalisation ou bien à une néofonctionnalisation. La recherche actuelle s'efforce de déterminer si cette perte de gènes est aléatoire ou biaisée.
Par exemple, de nos jours, la levure du boulanger Saccharomyces cerevisiae, Arabidopsis thaliana et les poissons téléostéens sont des organismes diploïdes alors qu'au cours de leur évolution ils ont subi une ou plusieurs duplications complètes du génome. Ils sont donc paléopolyploïdes.